# Mérititès (fille de Khéops)
 (février 2019).
Si vous disposez d'ouvrages ou d'articles de référence ou si vous connaissez des sites web de qualité traitant du thème abordé ici, merci de compléter l'article en donnant les références utiles à sa vérifiabilité et en les liant à la section « Notes et références ».
Mérititès, signifiant « Bien-aimée de son Père », est la fille de Khoufou et sans doute de la reine Mérititès Ire. Elle porte le titre de « Fille du Roi de son corps » (s3t-niswt-nt-kht.f), elle était également prêtresse de Khoufou, d'Hathor et de Neith.

## Généalogie
Elle est la fille du roi Khoufou et sans doute de la reine Mérititès Ire.
Elle a épousé Akhethétep, « Directeur du Palais ». Il possédait les titres de « Ami unique », « Prêtre du Ba de Nekhen » et « Surveillant des pêcheurs ».
Elle a en tout cas eu au moins deux filles : Hétep-Hérès et Khoufou[...] (nom partiellement lacunaire).

## Sépulture
Akhethétep et Mérititès ont été enterrés à Gizeh dans la tombe G 7650. Le mastaba est en pierre et l'intérieur de la chambre est décoré. Akhethétep est représenté avec son épouse Mérititès et ses assistants dans certaines scènes. Dans une scène, Akhethotep est accompagné de deux filles. Un sarcophage en granit rouge avec une façade de palais a été découvert dans le puits C. Mérititès est mort pendant le règne de son frère Khafrê.